# Samantha Eggar
Samantha Eggar (Hampstead, Londres, 5 de març de 1939) és una actriu anglesa.

## Biografia
El seu pare Ralph A. J. Eggar va ser caporal de l'exèrcit britànic i la seva mare Muriel era d'ascendència holandeso-portuguesa. Es va casar amb Tom Stern el 1964 i es va divorciar el 1971. És mare de l'actriu Jenna Stern i del productor de Nicolas Stern.
Eggar va començar la seva carrera d'interpretació al teatre, treballant en companyies dedicades a obres de Shakespeare. El 1962, mentre actuava a Somni d'una nit d'estiu, la va veure un productor de cinema que la va contractar per a la seva primera pel·lícula, ambientada al món dels estudiants. A continuació va realitzar unes altres tres pel·lícules, fins que el 1965 va adquirir fama internacional amb El col·leccionista, coprotagonitzada per Terence Stamp. En aquesta pel·lícula Eggar interpreta una jove que és segrestada per un home trastornat, també jove, que espera que ella s'enamori d'ell. Per la seva actuació va guanyar el premi a la millor actriu en el Festival de Cannes i va ser nominada a l'Oscar.
Fins al 1971, Eggar va fer altres pel·lícules amb les quals va tenir èxit, especialment al món anglosaxó, i en les quals compartia el cartell amb actors de la talla de Richard Harris, Rex Harrison i Sean Connery. Tanmateix, a partir de llavors les pel·lícules en què va intervenir van ser mediocres i van passar desapercebudes. Va tenir més fortuna a la televisió, medi en el qual ha treballat de forma continuada fins a l'actualitat, tant en pel·lícules com en sèries. En aquest mitjà va tenir com a companys de repartiment a actors tan famosos com Yul Brynner, amb el qual va fer la sèrie El rei i jo, o a Audrey Hepburn. Una altra de les seves activitats artístiques en la qual ha aconseguit èxits ha estat posar la seva veu a personatges de pel·lícules d'animació, com La llegenda del príncep valent. També ha continuat apareixent esporàdicament en obres teatrals.
Eggar va estar casada entre 1964 i 1971, any en què es va divorciar de l'actor Tom Stern. Té dos fills, el productor Nicolas Stern i l'actriu Jenna Stern.

## Filmografia[3]
| Any  | Pel·lícula                                 | Paper                | Notes |
| ---- | ------------------------------------------ | -------------------- | --- |
| 1962 | Dr. Crippen                                | Ethel el Neve        | |
| 1962 | The Wild and the Willing                   | Josie                | |
| 1963 | Doctor in Distress                         | Delia Mallory        | |
| 1963 | The Saint                                  | Claire Avery         | Episodi: "Marcia" |
| 1964 | Psyche 59                                  | Robin                | |
| 1965 | Return from the Ashes                      | Fabienne "Fabi" Wolf | |
| 1965 | El col·leccionista (The Collector)         | Miranda Grey         | També coneguda com The Butterfly Collector Premi a la interpretació femenina (Festival de Canes) Globus d'Or a la millor actriu dramàtica Premi Sant Jordi a la millor actuació en una pel·lícula estrangera Nominació − Oscar a la millor actriu |
| 1966 | Walk, Don't Run                            | Christine Easton     | També coneguda com Walk, Don't Run |
| 1967 | Doctor Dolittle                            | Emma Fairfax         | |
| 1970 | Odi a les entranyes (The Molly Maguires)   | Miss Mary Raines     | |
| 1970 | The Walking Stick                          | Deborah Dainton      | |
| 1970 | The Lady in the Car with Glasses and a Gun | Danielle "Dany" Lang | |
| 1971 | The Light at the Edge of the World         | Arabella             | |
| 1972 | The Dead Are Alive                         | Myra Shelton         | |
| 1973 | A Name for Evil                            | Joanna Blake         | |
| 1973 | Love Story                                 | Ruth Wilson          | Episodi: "The Cardboard House" |
| 1976 | The Seven-Per-Cent Solution                | Mary Morstan Watson  | |
| 1977 | The Uncanny                                | Edina Hamilton       | |
| 1977 | Welcome to Blood City                      | Katherine            | També coneguda com Blood City |
| 1977 | Why Shoot the Teacher?                     | Alice Field          | |
| 1977 | Columbo                                    | Vivian Brandt        | Temporada 6: The Bye-Bye Sky High IQ Murder Case |
| 1978 | The Greatest Battle                        | Annelise Ackermann   | |
| 1979 | Cromosoma 3 (The Brood)                    | Nola Carveth         | Nominada − Premi Genie a la millor actriu estrangera |
| 1980 | The Exterminator                           | Dr. Megan Stewart    | |
| 1981 | The Hot Touch                              | Samantha O'Brien     | |
| 1981 | Demonoid Messenger of Death                | Jennifer Baines      | |
| 1983 | Curtains                                   | Samantha Sherwood    | |
| 1983 | Hart to Hart                               | Gillian Rawlings     | |
| 1984 | S'ha escrit un crim (Murder, She Wrote)    | Marta Quintessa      | Episodi "Hooray for Homicide" |
| 1984 | Magnum, P.I.                               | Laura Bennett        | Episodi "Fragments" |
| 1990 | Star Trek: The Next Generation             | Marie Picard         | Episodi "Family" |
| 1990 | A Ghost in Monte Carlo                     | Jeanne               | |
| 1991 | Ragin' Cajun                               | Dr. May              | |
| 1992 | Dark Horse                                 | Mrs. Curtis          | |
| 1992 | Round Numbers                              | Anne                 | |
| 1993 | L.A. Law                                   | Camille Bancroft     | Episodi "Where There's a Will" |
| 1994 | Inevitable Grace                           | Britt                | |
| 1996 | The Phantom                                | Lily Palmer          | |
| 1997 | Hèrcules                                   | Hera                 | (veu) |
| 1999 | La cara del terror (The Astronaut's Wife)  | Dr. Patraba          | |
| 2012 | Metalocalypse                              | Whale                | (veu) |